# 旌德县
旌德县在中国安徽省东南部、青弋江上游，是宣城市下辖的一个县。旌德县东邻宁国市，西接黄山市，北邻泾县，南接绩溪县。
区域总面积为905平方公里，总人口約12万；县人民政府驻旌阳镇

## 历史

### 建县
唐宝应元年（762年）太平县上泾乡（今旌德县碧云厚儒境）乡民王万敌聚众造反，抗捐抗粮，声撼宣歙，势震朝廷，朝廷诏江淮招讨使袁傪率兵南下，镇压了这次农民起义。次年，袁傪奏请朝廷划太平东北麻城等九乡置新县，建县始，首任县令高叔夏择基建衙，有富绅方德，字人生，主动让宅为建衙所用。为表彰方德为国献宅的精神，特将“方、人、生、德”四字合在一起，故將縣名命名為“旌德”，寓意“彰扬礼德，教化县民”之意。

### 历史沿革
旌德之地，春秋战国时期先后隶属吴、越、楚国。
秦属鄣郡，汉隶泾县。三国时为孙吴所辖，属丹阳郡安吴县（县治在今泾县境内）。
晋太康二年（281）属宣城郡。
隋开皇九年（589）安吴县并入泾县。
唐武德三年（620）设宣州总管府，再建安吴县，旌德地属之，县治在今三溪古城村。武德八年安吴县再归泾县。天宝十一载（752）析泾县西南14乡置太平县，旌德地遂属太平县。宝应二年（763）二月，析太平县东北境麻城等九乡之地置旌德县，仍属宣州所辖。
宋旌德县属江南路、江南东路宣州，乾道二年（1166）属江南东路宁国府。
元至元十四年（1277）旌德县 属江浙行省江东建康道宁国路。
明洪武元年（1368）旌德县属南京直隶宁国府，十三年（1380）属京师直隶宁国府。永乐元年（1403）属南京直隶宁国府。
清顺治二年（1645），旌德县属江南布政使司宁国府，十八年（1661）属江南左布政使司宁国府，康熙六年（1667）属安徽布政使司宁国府。
民国元年（1912）元月，废府留县，旌德县直属安徽省管辖。民国3年6月属安徽省芜湖道。民国21年6月，行首席县长制，旌德县属宣城首席县长所辖。同年10月成立行政督察区，旌德县属安徽省第九行政督察区。民国27年改属第十行政督察区。同年10 月，旌德县直属皖南区署，民国29年8月改属第七行政督察区。
1949年4月24日，旌德县城解放。同年5月13日旌德县划属皖南行署徽州专区。1952年8月7日皖南行署撤销，旌德县属安徽省徽州专区。1956年1月12日，随徽州专区并入芜湖专区。1959年1月，旌德、绩溪二县合并办公，3月22日，国务院第86次会议决定将旌德并入绩溪县。1961年4月1日，旌、绩二县分开办公， 12月15日国务院第114次会议决定复置旌德县。同年4月13日，徽、芜两专区分开，旌德县仍属徽州专区。1971年3月29日改专区为地区。1988年1月1日，旌德县划属宣城地区（2001年1月1日撤地区为宣城市）。
太平天国战争以前，旌德县人口曾多达50万人。庙首、三溪等为著名的千户大村，（1992年《旌德县志》第三章人口 第一节 人口变迁）江村人口曾多达8万，号称“小杭州”。由于人多地少，许多人外出经商。多年的惨烈战争造成人口急剧下降，至1864年已经不足三万，许多村庄被废弃，空无一人，江村人口不及原来的百分之一。至今仍可见到许多战前残留的断壁残垣。

## 人口
根据安徽省宣城市第七次全国人口普查公报显示：旌德县常住人口为112368人，男性人口占比51.64%，女性人口占比48.36%，年龄结构中0-14岁占比13.81%，15-59岁占比57.44%，60岁以上占比28.75%，

## 行政区划
旌德县下辖10个镇：
旌阳镇、蔡家桥镇、三溪镇、庙首镇、白地镇、俞村镇、版书镇、云乐镇、兴隆镇和孙村镇。